# Mesacanthion kerguelense
Mesacanthion kerguelense is een rondwormensoort uit de familie van de Thoracostomopsidae. De wetenschappelijke naam van de soort is voor het eerst geldig gepubliceerd in 1958 door Mawson.